# Élisabeth de Fontenay
Pour les articles homonymes, voir Fontenay.
Élisabeth de Fontenay, née en 1934, est une philosophe et essayiste française, philosophe reconnue de la question juive et de la cause animale.

## Biographie

### Famille, enfance et conversion au judaïsme
Élisabeth de Fontenay, de son nom complet Élisabeth (Isabelle) Bourdeau de Fontenay, est la fille d’Henri Bourdeau de Fontenay, issu d’une famille catholique de droite, avocat ayant soutenu le Front populaire et résistant de la première heure, et de Nessia Hornstein, dentiste d'origine juive mais convertie au catholicisme, dont la famille avait fui Odessa lors des pogroms de 1905.
Elle est élevée dans la religion catholique, baptisée enfant, puis inscrite à l'âge de 5 ans au collège Sainte-Marie de Neuilly.
À 22 ans, elle abandonne le catholicisme et se tourne vers le judaïsme ; elle détaille sa conversion dans l'ouvrage Actes de naissance, paru en 2011,,.

### Carrière
Maître de conférences émérite de philosophie à l'Université Paris 1 Panthéon-Sorbonne, elle s'intéresse d'abord à Karl Marx auquel elle consacre un ouvrage intitulé Les figures juives de Marx : Marx dans l'idéologie allemande (1973). En 1981, elle fait paraître un livre qui a fait date sur le matérialisme de Denis Diderot, Diderot ou le Matérialisme enchanté. Elle a été membre du Comité de direction de la revue Les Temps modernes, fonction qu'elle a quittée en janvier 1983.
Comme ses ouvrages ultérieurs, cette contribution s'interroge sur les rapports entre les hommes et les animaux dans l'histoire. Cette réflexion culmine avec la parution de son magnum opus Le silence des bêtes, paru chez Fayard en 1998. Cet ouvrage pose à nouveau la question de ce qu'est le « propre de l'homme » et remet en cause l'idée d'une différence arrêtée entre l'homme et l'animal. Privilégiant la longue durée, il interroge les conceptions de l'animal des Présocratiques à nos jours, en passant par Descartes et sa célèbre hypothèse de l'animal-machine.
Cette réflexion peut être rapprochée du courant actuel de la pensée posthumaniste représenté notamment par Peter Sloterdijk ou Donna Haraway. Parmi les auteurs qui ont influencé ses travaux, on peut mentionner Vladimir Jankélévitch, Michel Foucault et Jacques Derrida.
À la mort de Jankélévitch en 1985, elle fonde, avec notamment Pierre Michel Klein et Béatrice Berlowitz, l'Association Vladimir Jankélévitch.
Juive par sa mère, dont une grande partie de la famille a été exterminée à Auschwitz, Élisabeth de Fontenay est restée très attachée au judaïsme. Entre 2007 et 2010, elle a présidé la « Commission Enseignement de la Shoah » de la Fondation pour la mémoire de la Shoah. Elle est membre du comité de parrainage de l'association La paix maintenant pour la promotion du mouvement israélien Shalom Archav.
Elle fait aussi partie du Comité d'éthique ERMES, aux côtés notamment d'Henri Atlan. Préoccupée par les questions éthiques concernant le traitement des animaux, elle a publié en collaboration avec Donald M. Broom Le bien-être animal (Éditions du Conseil de l'Europe, « Regard éthique », 2006), qui expose les problèmes d'éthique soulevés par ce sujet en examinant les points de vue religieux et les positions des différents pays.
À partir de septembre 2010, Élisabeth de Fontenay a présenté, avec Fabienne Chauvière, une émission consacrée aux animaux sur France Inter : Vivre avec les bêtes. Dès la saison suivante, elle a fait équipe avec Allain Bougrain-Dubourg pour animer l'émission, qui a pris fin en juin 2014.

## Publications
- Les Figures juives de Marx : Marx dans l'idéologie allemande, Paris, Galilée, 1973, coll. « La Philosophie en effet »  (ISBN 2-7186-0006-3)
- Diderot ou Le matérialisme enchanté, Paris, Grasset, 1981  (ISBN 2-246-23051-9). Rééd. Paris, Librairie générale française, 1984, coll. « Le Livre de poche »  (ISBN 2-253-03406-1) ; Paris, Grasset, 2001  (ISBN 2-246-23052-7)

- Prix Bordin 1982 de l’Académie française.
- Avec Jacques Proust (dir.), Interpréter Diderot aujourd'hui, Centre culturel international de Cerisy-la-Salle, colloque 11-21 juillet 1983, Paris, Le Sycomore, 1984  (ISBN 2-86262-231-1)
- « La raison du plus fort », préface à Trois traités pour les animaux de Plutarque, trad. de Jacques Amyot, Paris, POL, 1992  (ISBN 2-86744-197-8)
- Le Silence des bêtes : la philosophie à l'épreuve de l'animalité, Paris, Fayard, 1998  (ISBN 2-213-60045-7) recension en ligne
- Avec Alain Finkielkraut, Des hommes et des bêtes, Genève, S. Kaplun, Éditions du Tricorne, 2000, coll. « Répliques »  (ISBN 2-8293-0219-2)
- « Les bêtes dans la philosophie et la littérature », in Denis Müller et Hugues Poltier, La Dignité de l'animal : quel statut pour les animaux à l'heure des technosciences ?, Labor et Fides, Genève, 2000, coll. « Le champ éthique », no 36, p. 37-68  (ISBN 2-8309-0995-X)
- Les Mille et une fêtes : pourquoi tant de religions ? Petite conférence sur les religions, Paris, Bayard, coll. « Les petites conférences », 2005  (ISBN 2-227-47527-7)
- Quand un animal te regarde, avec des illustrations d'Aurore Callias, Paris, Giboulées-Gallimard jeunesse, 2006, coll. « Chouette ! penser »  (ISBN 2-07-057182-3)
- Une tout autre histoire : questions à Jean-François Lyotard, Paris, Fayard, 2006, coll. « Histoire de la pensée »  (ISBN 2-213-60610-2). En appendice « L'Europe, les juifs et le livre » par Jean-François Lyotard, article paru dans Libération le 15 mai 1990
- Sans offenser le genre humain : réflexions sur la cause animale, Paris, Albin Michel, 2008, coll. « Bibliothèque des idées »  (ISBN 978-2-226-17912-8)
- Avec Marie-Claire Pasquier, Traduire le parler des bêtes, Paris, L'Herne, 2008, coll. « Carnets de l'Herne ». Texte de deux conférences données lors des Assises de la traduction littéraire en Arles, 2006  (ISBN 978-2-85197-696-3)
- « L'abstraction du monde » in Regards sur la crise : réflexions pour comprendre la crise… et en sortir, ouvrage collectif dirigé par Antoine Mercier avec Alain Badiou, Miguel Benasayag, Rémi Brague, Dany-Robert Dufour, Alain Finkielkraut…, Paris, Hermann, 2010
- Actes de naissance, entretiens avec Stéphane Bou, Paris, Le Seuil, 2011
- La prière d'Esther, Éditions du Seuil, 2014

- Prix Anna-de-Noailles 2015 de l’Académie française.
- En terrain miné, avec Alain Finkielkraut, Stock, septembre 2017  (ISBN 978-2234083424)
- Gaspard de la nuit. Autobiographie de mon frère, Stock, août 2018, prix Femina essai
- La grâce et le progrès: Réflexions sur la Révolution française et la Vendée, 2020, ed. Stock,  (ISBN 2234089328)